# Saint-Germain-Langot
Saint-Germain-Langot ist eine französische Gemeinde mit 352 Einwohnern (Stand 1. Januar 2022) im Département Calvados in der Region Normandie. Sie gehört zum Arrondissement Caen und zum Kanton Falaise.
Der Fluss Laize bildet die östliche Gemeindegrenze von Saint-Germain-Langot.
Saint-Germain-le-Vasson grenzt an folgende Gemeinden:
| Martainville | Moulines                                    | Ussy                |
| Bonnœil      | Kompassrose, die auf Nachbargemeinden zeigt | Leffard             |
| Tréprel      | Pierrepont                                  | Martigny-sur-l’Ante |

## Bevölkerungsentwicklung
| Jahr                       | 1962 | 1968 | 1975 | 1982 | 1990 | 1999 | 2006 | 2019 |
| Einwohner                  | 278  | 268  | 232  | 243  | 246  | 271  | 270  | 330  |
| Quellen: Cassini und INSEE |      |      |      |      |      |      |      |      |

## Sehenswürdigkeiten
- Kirche Saint-Germain
- mehrere Wachhäuser (Lavoirs)

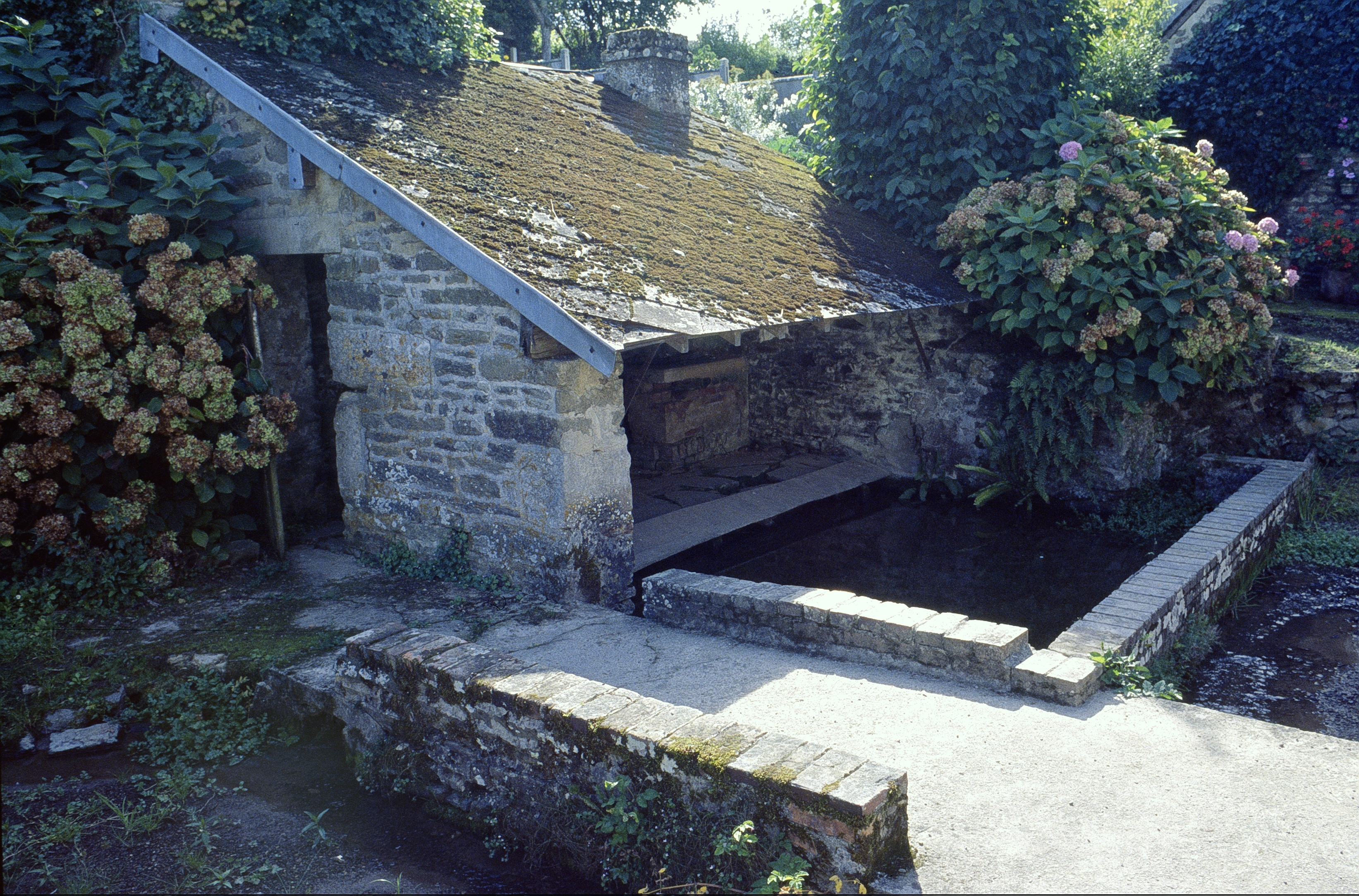
Lavoir
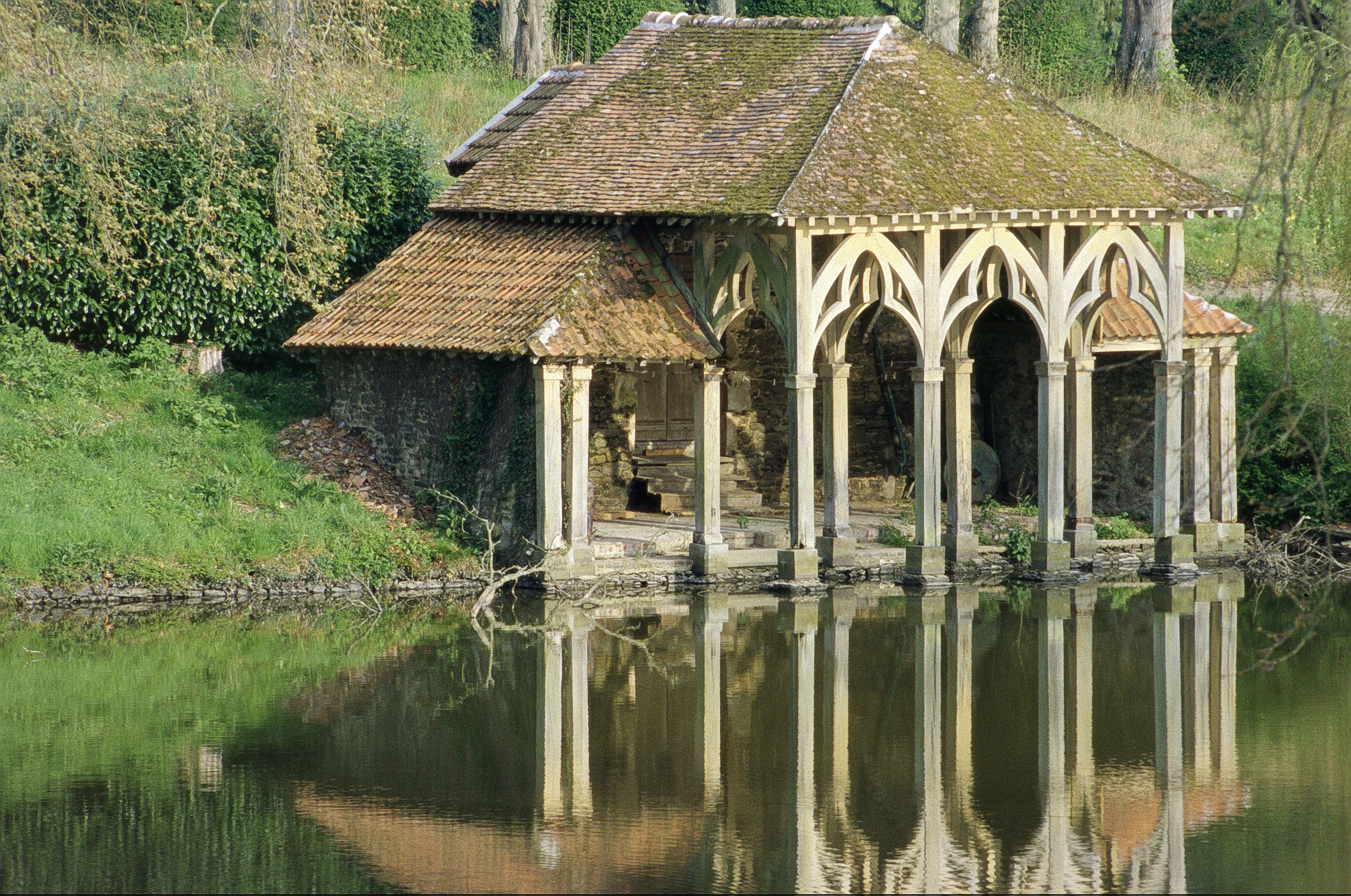
Privates Lavoir am Schloss
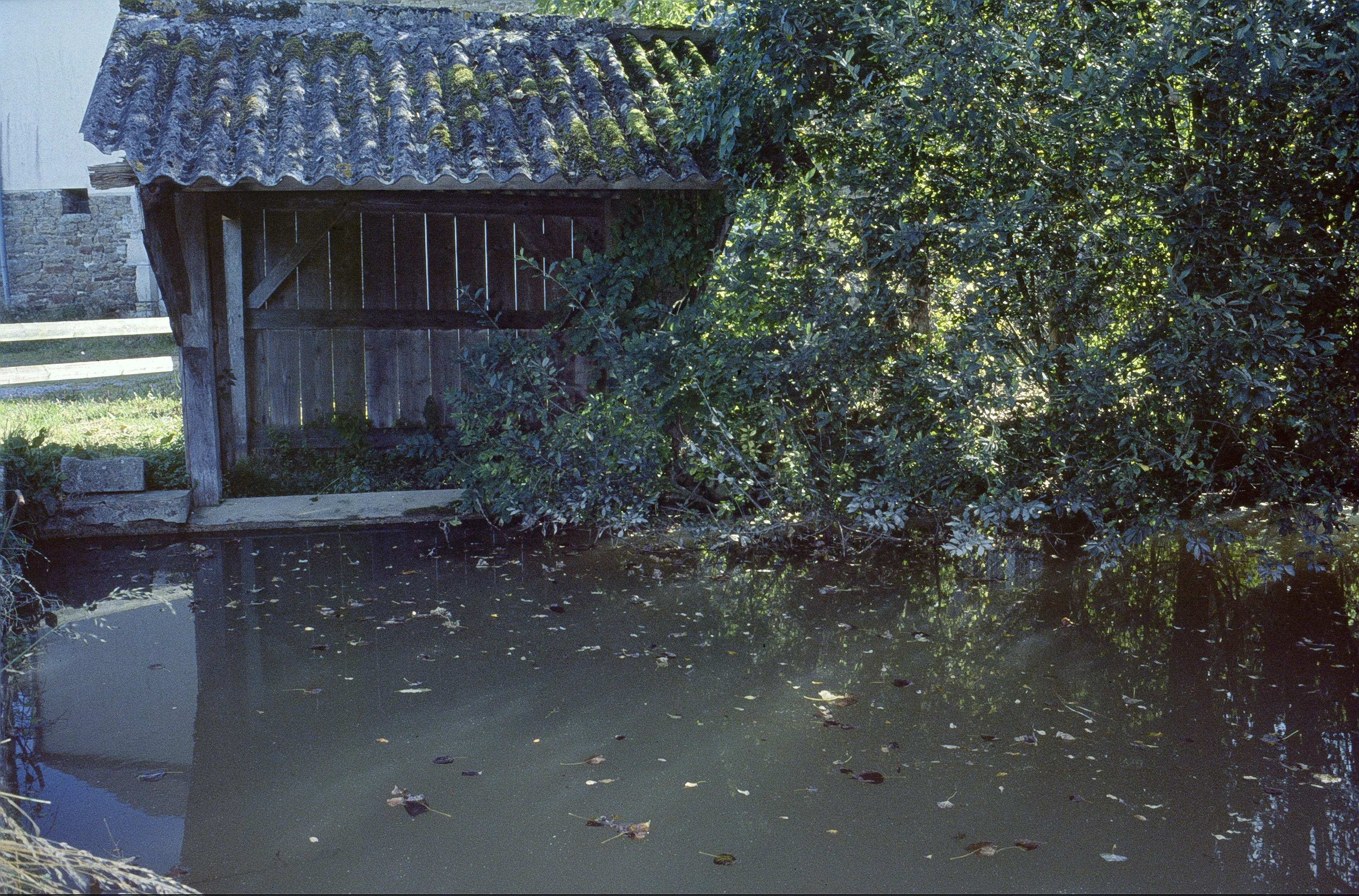
Lavoir La Commune
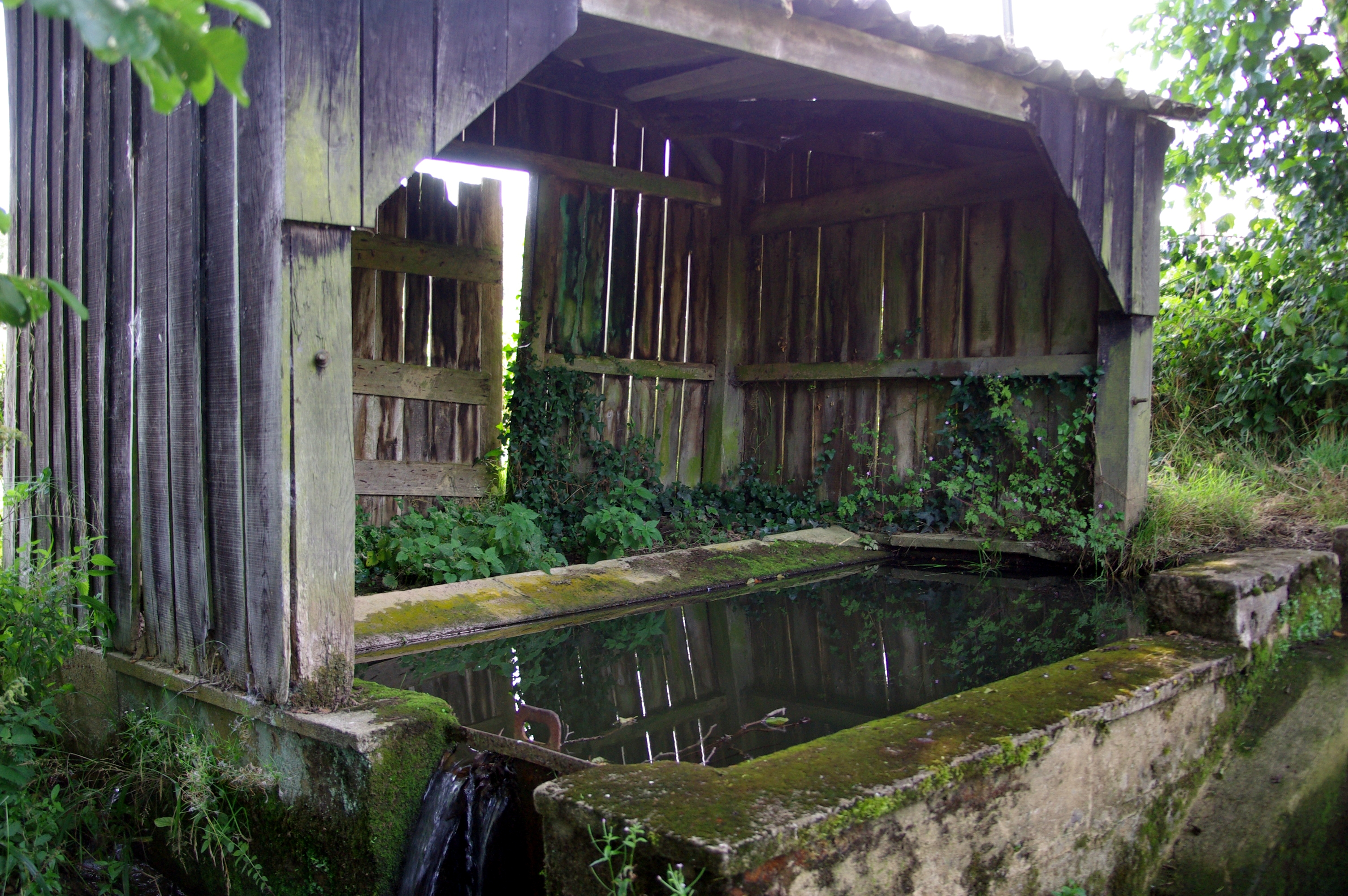
Lavoir L’asénie